# Glaドメイン
Glaドメイン（gamma-carboxyglutamic (Gla) domain）は、グルタミン酸残基からγ-カルボキシグルタミン酸（Gla）への翻訳後修飾を含むタンパク質ドメインである。Gla残基は、グルタミン酸残基のビタミンK依存的なカルボキシル化によって形成される。このドメインを含むタンパク質は非公式にGlaタンパク質と呼ばれる。Gla残基はカルシウムイオンへの高親和性結合を担う。
Glaドメインは2つのカルボン酸残基の間にカルシウムイオンをキレートする。Glaドメインは、成熟型Glaタンパク質のN末端から始まり、保存された芳香族残基で終わる。このドメインの中央に存在する保存されたGla-x(3)-Gla-x-CysモチーフがビタミンK依存性カルボキシラーゼによる基質認識に重要なようである。
いくつかのGlaドメインの立体構造が解かれている。カルシウムイオンはGlaドメインのコンフォメーション変化を誘導し、Glaドメインが適切にフォールディングするために必要である。機能的なGlaドメインに共通する構造的特徴はN末端の疎水性残基が疎水性パッチへと密集し、細胞表面の膜との相互作用を媒介することである。
現在、次に挙げるヒトのGlaタンパク質が一次構造のレベルで特徴づけられている。血液凝固系では第II因子（プロトロンビン（トロンビン））、第VII因子、第IX因子、第X因子、抗凝固タンパク質のプロテインC、プロテインS、プロテインZにGlaドメインが存在する。プロテインCは抗血液凝固反応、炎症反応、細胞死を調節し、血管壁の透過性を維持する。プロテインZは第X因子を標的とする。他には、オステオカルシンは骨石灰化に関与する。マトリックスGlaタンパク質（MGP）は軟組織の石灰化の阻害因子であり、骨の組織化に関与する。GAS6は細胞増殖の刺激に関与していると考えられている。トランスサイレチンは以前はプレアルブミンという名称で知られており、血液と脳脊髄液中でサイロキシン（T4）を運搬する。ペリオスチンは細胞遊走（胚発生と免疫応答）と上皮細胞の接着に必要な因子であり、一部のがんで過剰発現している。ITIH2は膵島や他の多くの細胞で発現している。PRGP（proline rich gla protein）1、PRGP2、TMG（transmembrane γ-carboxy glutamyl protein）3、TMG4の機能は不明である。
詳細な機能が判明しているすべてのケースで、Gla残基の存在はその機能的活性に必要不可欠である。